# Parc Ducup
Le château du Parc Ducup, ou le Parc Ducup est un château construit à Perpignan (Pyrénées-Orientales) à la fin du XIXe siècle.

## Histoire
Originellement construit sur les terres de Pierre François Ducup, époux de Marguerite de Maris, l'héritière du domaine, situé à quelques kilomètres de Perpignan, le château fut bâti par l’industriel Pierre Bardou-Job, entre 1890 et 1892 dans l’optique d’offrir un château à ses trois enfants. Le terrain fut acquis en 1877 ,,.
Le domaine était alors composé seulement de vignobles, de champs de blé, d’oliviers et de mûriers. Autour de la maison de maître et des bâtiments d’exploitation : lauriers, ormes, platanes et une grande allée de chênes dans la direction de la route longeant la Têt.

### Construction
Lors du mariage entre Charles Ducup de Saint Paul, officier d’artillerie et propriétaire à l’époque, avec Camille Bardou-Job, Pierre Bardou-Job décide d’ériger le château pour sa fille.
Pierre Bardou-Job, s’étant déjà  lié d’amitié avec un architecte danois déjà célèbre : Viggo Dorph-Petersen alors, installé impasse Vauban à Perpignan il lui confia naturellement le chantier.
Avec Charles Ducup, ils commandèrent le château de leurs rêves dont la construction dura entre 1890 et 1892.
Après la mort de son mari, Camille Ducup, infirmière, reçut et soigna nombre de soldats blessés, de la Grande Guerre, qui venaient en convalescente au château, après avoir été hospitalisés à l’hôpital de Perpignan.
Décédée le 3 mars 1934, la succession de Camille Ducup posa le problème du partage entre les sept héritiers. Une décision fut prise le 24 juillet 1937, celle de tout vendre par parcelles. Jean-Jules Ducup, l’un des fils, était allé exprimer à l’évêque de Perpignan, Henri Marius Bernard, le souhait que le château et ses 5,5 hectares soient au service du diocèse.
Sur le moment, Henri Marius Bernard, qui vivait lui-même très pauvrement, accepta mal l’idée que de futurs prêtres soient formés dans un château. Un don inespéré d’un million de francs (de l’époque) reçu d’une veuve d’un distillateur de Rivesaltes, lui fit accepter la proposition.
Dès lors, les travaux d’agrandissement commencèrent en automne 1937.

### De 1938 à 1966
Le petit séminaire du Sacré-Cœur de Perpignan est installé à partir de 1938, selon la volonté de Jean Jules Ducup, fils de Camille Bardou-Job. Des modifications sont alors effectuées afin de correspondre aux besoins, la cave a vin est donc transformé en réfectoire, salle de théâtre et dortoir,.
Ayant échappé à la réquisition durant la Seconde Guerre mondiale, le petit séminaire vit cependant arriver fin mai 1944 un escadron de soldats allemands avec des engins militaires qu’ils camouflèrent sous les arbres.
Les séminaires du château du Parc Ducup déclinant au fil des années, les responsables décident d'envoyer les séminaristes dans les séminaires des grandes villes de Nîmes et Toulouse.

### De 1966 à nos jours
Le château est aménagé en maison diocésaine afin d’accueillir des personnes dans un esprit familial. L’ installation des bureaux de l’évêché ainsi que de la chapelle Saint-Jean-Paul II se fera durant l’année 2014.

## Galerie
|  |

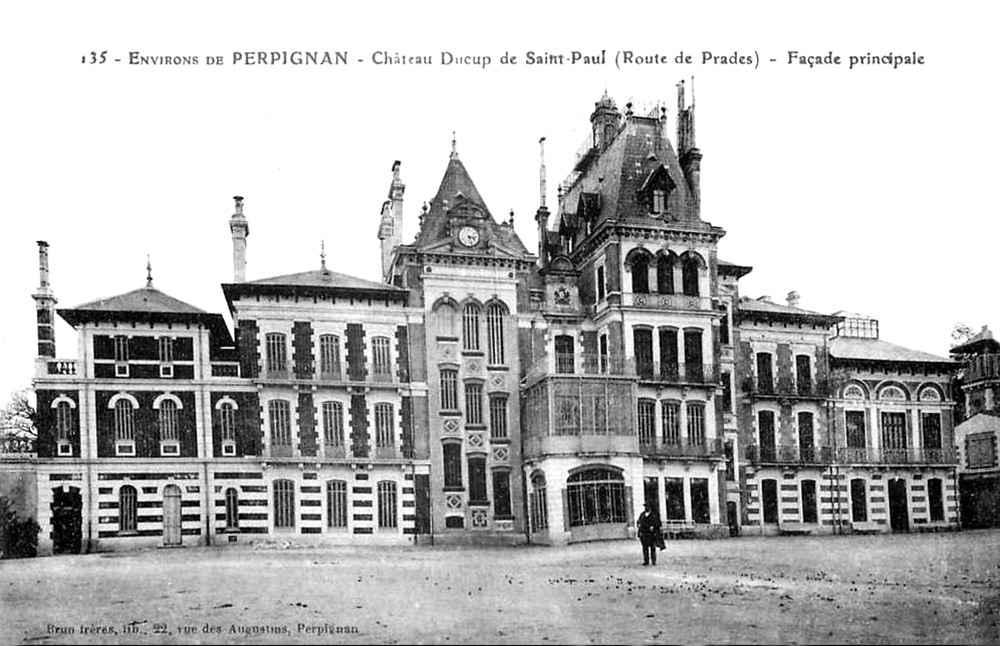
Carte postale édité en 1920 illustrant le Parc Ducup